# Демьяновка (Называевский район)
Демьяновка — деревня в Называевском районе Омской области России. Входит в состав Лорис-Меликовского сельского поселения. Население 44 чел. (2010) .

## История
В соответствии с Законом Омской области от 30 июля 2004 года № 548-ОЗ «О границах и статусе муниципальных образований Омской области» деревня вошла в состав образованного Лорис-Меликовского сельского поселения.

## География
Расположен на западе региона, в пределах Ишимской равнины, являющейся частью Западно-Сибирской равнины, примерно в 5 км от центра г. Называевск.
Уличная сеть не развита.
Абсолютная высота — 123 м над уровнем моря.

## Население
| 2002 | 2010 |
| ---- | ---- |
| 92   | ↘44  |

Гендерный состав
По данным Всероссийской переписи населения 2010 года в гендерной структуре населения из 44 человек мужчин — 24, женщин — 20 (54,5 и	45,5 % соответственно).
Национальный состав
Согласно результатам переписи 2002 года, в национальной структуре населения русские составляли 71 %, казахи	28 % от общей численности населения в 92 чел.

## Инфраструктура
Развитое сельское хозяйство. Личное подсобное хозяйство.

## Транспорт
Подъездная автодорога «Называевск — Тюкалинск» — Демьяновка (идентификационный номер 52 ОП МЗ Н-257) длиной 1,40 км..